# 马尔科·安蒂拉

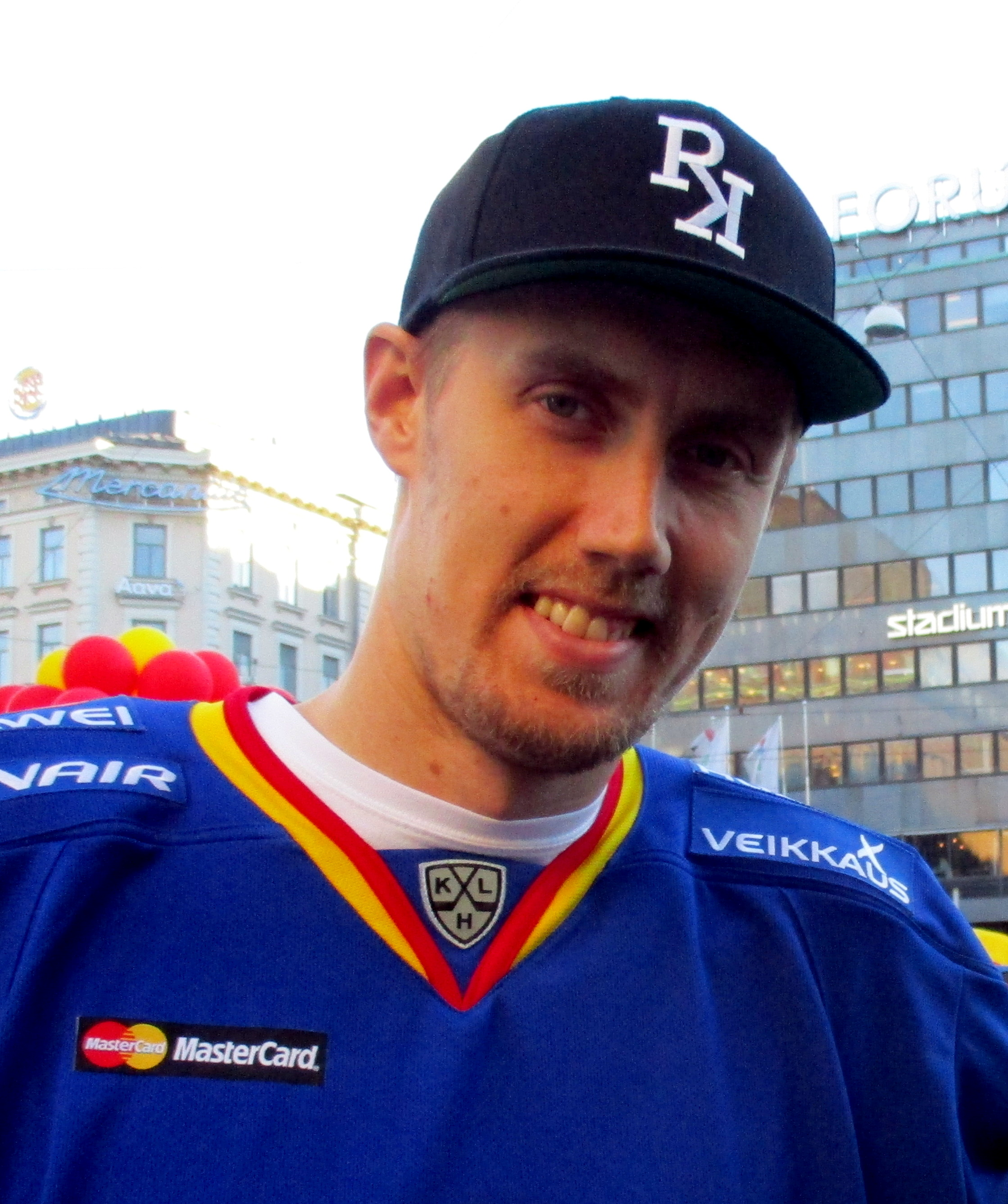
2016年时的安蒂拉

马尔科·安蒂拉（芬蘭語：Markko Anttila，1985年5月27日—），是芬兰职业冰球运动员，现为大陸冰球聯賽中赫爾辛基小丑的队长。他在2004年國家冰球聯盟选拔的第9轮（共260轮）中被芝加哥黑鷹挑中。当芬兰国家男子冰球队赢得2019年世界冰球锦标赛冠军时他担任芬兰国家队的队长。
2022年2月20日，代表芬兰国家男子冰球队获得北京2022年冬季奥林匹克运动会男子冰球比赛金牌。